# Храстовица (Мокроног-Требелно)
Храстовица (словен. Hrastovica) је насељено место у општини Мокроног-Требелно, регија Југоисточна Словенија, Словенија.

## Историја
До територијалне реорганизације у Словенији била је у саставу старе општине Требње.

## Становништво
У попису становништва из 2011. године, Храстовица је имала 118 становника.
| Број становника према пописима | Број становника према пописима | Број становника према пописима |
| ------------------------------ | ------------------------------ | ------------------------------ |
| 1991                           | 2002                           | 2011                           |
| 124                            | 113                            | 118                            |

Напомена: Године 2009. извршена је мала размена територија између насеља Горење Јесенице (Шентруперт) и Храстовица.